# Lettische Badmintonmeisterschaft 2019
Die Lettische Badmintonmeisterschaft 2019 fand vom 2. bis zum 3. Februar 2019 in Ķekava statt.

## Medaillengewinner
| Disziplin    | Gold                                | Silber                          | Bronze                                 |
| ------------ | ----------------------------------- | ------------------------------- | -------------------------------------- |
| Herreneinzel | Niks Podosinoviks                   | Reinis Krauklis                 | Artūrs Akmens                          |
| Dameneinzel  | Jekaterina Romanova                 | Monika Radovska                 | Diāna Stognija                         |
| Herrendoppel | Niks Podosinoviks Reinis Šefers     | Reinis Krauklis Toms Preinbergs | Guntis Lavrinovičs Kārlis Vidass       |
| Damendoppel  | Liāna Lencēviča Jekaterina Romanova | Anna Lauva Diāna Stognija       | Anna Kupča Annija Rulle-Titava         |
| Mixed        | Reinis Krauklis Diāna Stognija      | Pauls Gureckis Monika Radovska  | Ardis Daniels Bedrītis Liāna Lencēviča |